# سحبيل قرمزي
سِحْبيل قِرمِزِيّ (الاسم العلمي: Endomychus coccineus)، حشرة دامنة من فصيلة السحبيليات.

## الوصف
جسمها صغير القد بيضاوي الشكل، محدب، يطول من 4 إلى 6 مم. ثوبها إلى الحمرة القرمزية يعلوها في وسط كوسلها بقجة سوداء ويعلوها في ظهرانها أربع بقج سود، بقجتان في كل غمد. رأسها معتدل الجرم. عيناها صغيرتان.
```
في حالات نادرة، يكون لونها أحمر شبه تام، وقد تكون البقع السوداء الموجودة على الأغمدة مفقودة كليًا أو جزئيًا. مدة الطيران من 
أبريل
 إلى 
يونيو
.
[
2
]
[
3
]
```

## التوزيع والموئل
هذا النوع يوجد في معظم أوروبا، وخاصة في الغابات المتساقطة.